# Мадрасо, Педро де
Пе́дро де Мадра́со и Кунтц (исп. Pedro de Madrazo y Kuntz; 11 октября 1816, Рим — 20 августа 1898, Мадрид) — испанский художник, поэт, искусствовед, критик, историк искусства, издатель. По своей творческой манере принадлежал к романтическому направлению.

## Биография

### Семья
Родился в семье известного художника-неоклассициста Хосе Мадрасо; мать, Изабелла Кунтц Валентини, была дочерью польского художника Тадеуша Кунтца.
Как и его брат Федерико, появился на свет в Риме, где его отец вместе с женой находился в то время в пенсионерской поездке для изучения итальянской живописи, оплаченной королём Карлосом IV.
Его племянники Раймундо и Рикардо Мадрасо также стали художниками, а племянница Сесилия стала матерью художника Мариано Фортуни.

### Образование и деятельность
Получил юридическое образование, но юристом не стал; работал некоторое время учителем рисования, а затем основал вместе со своим братом художественный журнал «El artista», где публиковал в том числе свои стихи.
Позже возглавлял Музей современного искусства в Мадриде, состоял в целом ряде научных обществ: в частности, был членом Королевской академии изящных искусств Сан-Фернандо с 1842 года и её директором с 1894 года, членом Королевской академии языка с 1874 года (действительным членом с 1881 года) и Королевской академии истории с 1858 года.
Как художник писал в основном картины на исторические сюжеты и портреты. Ряд его стихотворений был включён в подготовленное Эухенио Очоа издание «Colección de los mejores autores españoles» (Сборник лучших испанских авторов). Занимался составлением каталогов Королевских коллекций и Музея Прадо; с 1843 по 1893 год его усилиями было выпущено двенадцать художественных каталогов, главными из которых являются Catálogo descriptivo del Museo del Prado de Madrid (Описательный Каталог мадридского Музея Прадо) (1872) и «El Museo de Madrid y las joyas de la pintura española» (Мадридский Музей и бриллианты испанского искусства).
Был в числе соавторов труда «Recuerdos y bellezas de España» (Воспоминания и красота Испании) и одним из редакторов «Современной энциклопедии Мелладо», крупнейшей испанской универсальной энциклопедии середины XIX века.